# Vjekoslav Šutej
Vjekoslav Šutej (Rijeka, 31 juli 1951 - Zagreb, 2 december 2009) was een Kroatisch orkestdirigent.
Šutej startte zijn carrière als dirigent in 1979 bij het Nationaal Theater van Split. Van 1990 tot 1993 was hij werkzaam als hoofddirigent bij het Teatro La Fenice in Venetië. Hij richtte ondertussen in 1990 mede het symfonie-orkest van Sevilla op, dat hij tot 1996 bleef dirigeren. Van 1992 tot 1997 was Šutej ook orkestmeester van de "Houston Grand Opera" in de Verenigde Staten en hij dirigeerde sinds 1994 regelmatig in de Weense Staatsopera. Hij werd door de operahuizen van tientallen landen uitgenodigd, onder meer in Japan, Rusland, Frankrijk en het Verenigd Koninkrijk. Šutej overleed in december 2009 aan leukemie.